# 朱聪 (金庸)
朱聰，金庸小说《射雕英雄传》中的人物。 　　
江南七怪的老二，绰号“妙手书生”，郭靖的二師父。擅點穴、扇子，也擅於偷東西，曾從梅超風、裘千丈、沙通天中偷去東西，絕技為「妙手空空」，授予郭靖的武功有「空手奪白刃」及「分筋錯骨手」（「分筋錯骨手」由朱聰自己鑽研而來。）
最后在桃花岛丧生于欧阳锋及杨康手下。

## 影視形象
曾經飾演朱聰的演員：

### 剧集
《射雕英雄传》：
- 许绍雄：《射鵰英雄傳》(香港無綫電視)(1983年)
- 丁仰國：《大漠英雄傳 華山論劍》(臺灣中視)(1988年)
- 艾威：《射鵰英雄傳》(香港無綫電視)(1994年)
- 于右川：《射鵰英雄傳》(慈文影視)(2003年)
- 金粮：《射鵰英雄傳》(唐人電影)(2008年)
- 姬晨牧：《射鵰英雄傳》（華策影視)(2017年)
- 高子灃：《金庸武俠世界》（企鵝影視、耀客傳媒聯合出品)(2024年)